# Światowy Finał IAAF
Światowy Finał Lekkoatletyczny (ang. World Athletics Final) – dwudniowe zawody sportowe, organizowane przez IAAF w latach 2003–2009 na zakończenie sezonu letniego.
Przed 2003 r. finałowe zawody nosiły nazwę Finał Grand Prix IAAF i miały nieco uboższą formułę. Do startu w zawodach uprawnieni byli zawodnicy, którzy uzyskali największą liczbę punktów w ramach klasyfikacji World Athletics Tour. W większości konkurencji zapewniony udział w Światowym Finale miała pierwsza siódemka w klasyfikacji WAT (jedenastka w biegach na 1500 m i dłuższych). Ósmego (lub dwunastego) zawodnika organizatorzy mieli prawo zaprosić bez względu na jego dorobek punktowy.

## Edycje
| Edycja | Miasto    | Państwo | Data                | Stadion                  |
| ------ | --------- | ------- | ------------------- | ------------------------ |
| 2003   | Monako    | Monako  | 13–14 września 2003 | Stade Louis II           |
| 2004   | Monako    | Monako  | 18–19 września 2004 | Stade Louis II           |
| 2005   | Monako    | Monako  | 9–10 września 2005  | Stade Louis II           |
| 2006   | Stuttgart | Niemcy  | 9–10 września 2006  | Gottlieb-Daimler-Stadion |
| 2007   | Stuttgart | Niemcy  | 22–23 września 2007 | Gottlieb-Daimler-Stadion |
| 2008   | Stuttgart | Niemcy  | 13–14 września 2008 | Mercedes-Benz Arena      |
| 2009   | Saloniki  | Grecja  | 12–13 września 2009 | Kaftanzoglio Stadio      |
| 2010   | Rabat     | Maroko  | 11–12 września 2010 | Stade Moulay Abdellah    |

O organizację imprezy najpierw w 2009 r., a później w 2010 r. ubiegała się Bydgoszcz. Ostatecznie polska propozycja przegrała z kandydaturą Salonik, a następnie Rabatu.

## Konkurencje
W ramach finału rozgrywane były następujące konkurencje lekkoatletyczne: 100 m, 200 m, 400 m, 800 m, 1500 m, 3000 m, 5000 m, 3000 m z przeszkodami, 100 (110 m) przez płotki, 400 m przez płotki, skok wzwyż, skok o tyczce, skok w dal, trójskok, pchnięcie kulą, rzut dyskiem, rzut młotem, rzut oszczepem.